# Shaw, Savill & Albion Line

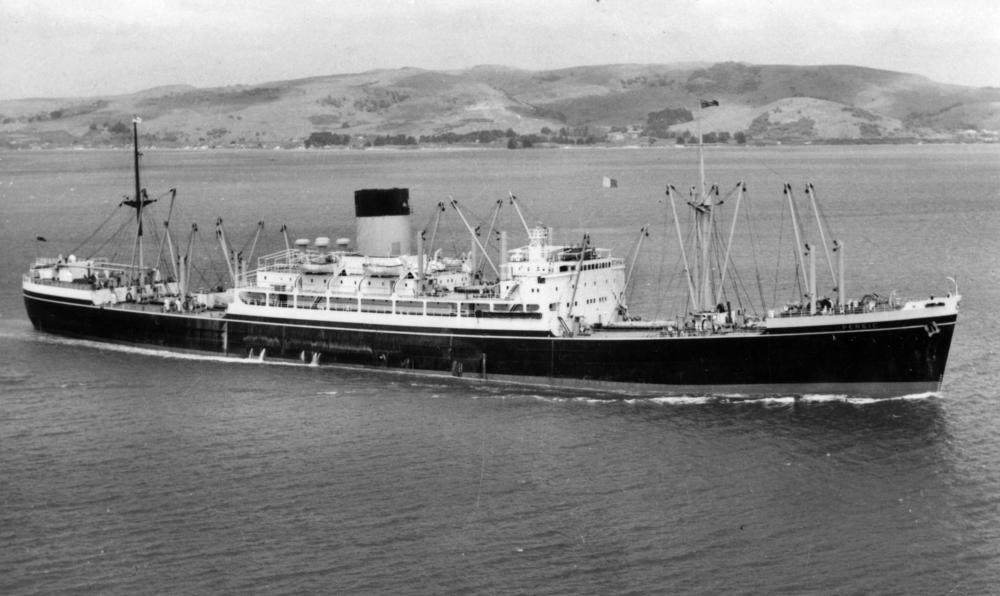
Cammell Laird a fabriqué le navire de charge Persic pour Shaw, Savill & Albion en 1949.

La Shaw, Savill & Albion Line est une compagnie maritime britannique fondée en 1882. Elle est formée à partir de la Shaw & Savill Company fondée par Robert Shaw et Walter Savill en 1858, et de l'Albion Line créée en 1856. La compagnie nouvellement formée dessert l'Australie et la Nouvelle-Zélande, en exploitant de façon conjointe des navires appartenant à la White Star Line comme le Coptic, le Ionic et le Doric dans les années 1880. Au début du XXe siècle, elle exploite suivant le même principe des navires comme l'Athenic.
Ce partenariat cesse au début des années 1930, alors que la White Star, en crise, fusionne avec la Cunard. En 1933, la Shaw, Savill & Albion Line est acquise par le Furness Withy Group, et continue à servir à destination de l'Océanie, avec des navires conservant des noms proches de ceux de la White Star, avec des terminaisons en - ic.
Après avoir profité de vagues migratoires suivant la Seconde Guerre mondiale, la compagnie voit son activité diminuer. Elle se fond progressivement dans les activités du Furness Withy Group, et ses derniers navires y sont intégrés en 1985, marquant la fin de la compagnie.